# Kim Ah-joong
Kim Ah-joong (김아중?, Gim A-jungLR, Kim AjungMR; Seul, 16 ottobre 1982) è un'attrice sudcoreana.

## Filmografia

### Cinema
- Minyeo-neun goerowo, regia di Kim Yong-hwa (2006)
- My P.S. Partner (나의 P.S. 파트너?), regia di Byun Sung-hyun (2012)
- Catch Me, regia di Lee Hyun-jong (2013)
- Nappeun nyeoseokdeul: The Movie (나쁜 녀석들: 더 무비?), regia di Son Young-ho (2019)

### Televisione
- Haesin (해신?) – serie TV (2004-2005)
- Geujeo bara bodaga – serie TV, 16 episodi (2009)
- Wanted (원티드?, WontideuLR) – serie TV (2016)
- Behind Every Star (연예인 매니저로 살아남기?, Yeon-ye-iun maenijeoro sar-anamgiLR) – serie TV (2022)
- Grid – serie TV (2022)